# Bousfer
Bousfer è un comune dell'Algeria, situato nella provincia di Orano.

## Geografia fisica
Davanti alla costa si trova la piccola Isola Paloma.

## Infrastrutture e trasport
Lungo la costa è presente un aeroporto militare.